# Adolf Gärtner
Adolf Gärtner (* 24. Juli 1867 in Berlin; † 9. Februar 1937 ebenda) war ein deutscher Filmregisseur.

## Leben
Gärtner begann nach seinem Abitur, nachweislich seit der Spielzeit 1890/91, mit wenig Nachhall als Schauspieler zu arbeiten. Zu seinen frühen Theaterstationen gehörten vor allem Spielstätten in der deutschen Provinz, darunter Hanau (hier Debüt), Lüneburg und Jena. Gärtners Rollenfach war anfänglich das des jugendlichen Komikers und Gecken. Später versuchte er sich auch als Bühnenregisseur, ehe er 1910 zur bis dahin kaum entwickelten Kinoindustrie stieß. Der Filmpionier und Produzent Oskar Messter verpflichtete ihn als einen seiner Hausregisseure. Bis 1913 inszenierte Adolf Gärtner eine Fülle von Dramen und Melodramen, oftmals nach Manuskripten der ehemaligen Operettensängerin Luise del Zopp. In den Hauptrollen konnte man die frühen Messter-Stars Henny Porten, Hugo Flink, Friedrich Zelnik, Robert Garrison und Erich Kaiser-Titz sehen. An der Kamera dieser meist noch recht kurzen Inszenierungen stand häufig der nachmals bekannte Filmregisseur Carl Froelich.
Im Frühjahr 1913 lief sein Vertrag mit Messter aus, und Gärtner fand erst im Laufe des Ersten Weltkriegs wieder Arbeit hinter der Kamera, als Angestellter der Produktionsfirma von Ernst Reicher, dem Darsteller des Privatdetektivs Stuart Webbs in der gleichnamigen Kriminalfilm-Reihe (Der gestreifte Domino, Die Toten erwachen, Das Mitternachtsschiff, Der Brieföffner, Der Hilferuf, Die Reise ins Jenseits, Die Peitsche, Gräfin de Castro).
1917 und 1919/20 drehte Gärtner einige Filme mit dem Bühnenstar Albert Bassermann, in der Zwischenzeit brachte er die 16-jährige Nachwuchskünstlerin Eva May in seiner Inszenierung Erträumtes groß heraus. 1920/21 stellte er im Auftrag der Schauspielerin/Produzentin Ellen Richter einige Melodramen (Fahrendes Volk), Dramen (Sizilianische Blutrache), Sensations- (Zehn Milliarden Volt, Die Abenteurerin von Monte Carlo) und Historienfilme (Maria Tudor, Napoleon und die kleine Wäscherin) her. Nachdem Ellen Richter seit 1922 ihren Ehemann Willi Wolff mit der Regie zu ihren Filmen betraut hatte, fand Adolf Gärtner keine Beschäftigung mehr als Regisseur. Seine Abschiedsvorstellung gab er 1925 mit Die Zirkusprinzessin, einem Film, mit dem die 16-jährige Zirkuskunstreiterin Cilly Feindt dem Kinopublikum vorgestellt wurde.
Der seit 1907 verheiratete Gärtner war einer der produktivsten Regisseure seiner Zeit, des frühen Stummfilms. Zu zwanzig seiner Inszenierungen soll er auch das Drehbuch (mit)geschrieben haben. In einer 1925/26 für das Lexikon des Films abgegebenen Stellungnahme erklärte er: „Im ganzen habe ich wohl ca. 100 Filme inszeniert, denn ich bin seit 15 Jahren Filmregisseur. Es hat wohl kein einziger auch nur annähernd diese hohe Zahl erreicht.“

## Filmografie (Auswahl)
- 1910: Edelmut eines Japaners
- 1911: Briefkasten an den lieben Gott
- 1911: Das Barmädel
- 1911: Das Glöckchen des Glücks
- 1911: Des Künstlers Untergang
- 1911: Die Großstadt bei Nacht, wie sie weint und lacht
- 1911: Die schlechte Zensur
- 1911: Edelmut unter Feinden
- 1911: Ein Duell ohne Zeugen
- 1911: Ein Spiel um das Lebensglück zweier Menschen
- 1911: Frau Rechtsanwalts erster Erfolg
- 1911: Friedel, der Geiger
- 1911: Geächtet
- 1911: Gefährlicher Liebeskampf zweier Frauen
- 1911: Im Glück vergessen
- 1911: Im Scheunenviertel
- 1911: Künstlerliebe
- 1911: Liebe und Leidenschaft
- 1911: Mericke aus Neu-Ruppin kommt nach Berlin
- 1911: Mütter, verzaget nicht
- 1911: Mutters Todestag
- 1911: Perlen bedeuten Tränen
- 1911: Tragödie eines Streiks
- 1911: Tragödie eines Verräters
- 1911: Wie auch wir vergeben
- 1911: Zu späte Reue!
- 1911: Zur rechten Zeit
- 1911: Der Müller und sein Kind
- 1911: Das gefährliche Alter
- 1911: Das Adoptivkind
- 1911: Ein Fehltritt
- 1911: Ein liebes Mädel
- 1911: Renate
- 1912: Adressatin verstorben
- 1912: Das Gespenst der Vergangenheit
- 1912: Der Kuß des Fürsten
- 1912: Des Lebens Würfelspiel
- 1912: Die Hochzeit von Valeni
- 1912: Die Königin der Nacht
- 1912: Die Stradivarius-Geige
- 1912: Die Toten schweigen
- 1912: Ein Ehrenwort
- 1912: Einer Mutter Opfer
- 1912: Es muß ein Schauspieler sein
- 1912: Heimat
- 1912: Isaak, der Handelsjude
- 1912: Komtesse Seerose
- 1912: Maskenscherz
- 1912: Maskierte Liebe
- 1912: Papa, warum hast Du mich nicht lieb?
- 1912: Quälendes Dasein
- 1912: Schatten des Lebens
- 1912: Teuer erkauftes Glück
- 1913: Der weiße Schleier
- 1913: Des Meeres Sühne
- 1913: Des Pfarrers Töchterlein
- 1913: Gebrochene Schwingen
- 1913: List gegen List
- 1915: Das Mitternachtsschiff
- 1915: Der gestreifte Domino
- 1915: Sein einziger Sohn
- 1915: Die Toten erwachen
- 1916: Der Brieföffner
- 1916: Der Hilferuf
- 1916: Die Peitsche
- 1916: Die Reise ins Jenseits
- 1916: Gräfin de Castro
- 1917: Das Lichtsignal
- 1917: Das Nachtgespräch
- 1917: Der eiserne Wille
- 1917: Die Senatorwahl
- 1917: Ein scharfer Schuss
- 1917: Ein Tropfen Gift
- 1917: Am Hochzeitsabend
- 1917: Zimmer Nummer sieben
- 1917: Du sollst keine anderen Götter haben
- 1917: Herr und Diener
- 1918: Das Gerücht
- 1918: Das gestohlene Hotel
- 1918: Der Taktstock Richard Wagners
- 1918: Die Glocken der Katharinenkirche
- 1918: Erträumtes
- 1918: Kassenrevision
- 1918: Sadja
- 1919: Das Werk seines Lebens
- 1919: Der letzte Zeuge
- 1919: Eine schwache Stunde
- 1920: Der Mitternachtsbesuch
- 1920: Die Duplizität der Ereignisse
- 1920: Die Fürstin Woronzoff
- 1920: Die Söhne des Grafen Dossy
- 1920: Die Stimme
- 1920: Napoleon und die kleine Wäscherin
- 1920: Sizilianische Blutrache
- 1921: 10 Millionen Volt
- 1921: Das Rätsel der Sphinx
- 1921: Die Abenteurerin von Monte Carlo, drei Teile
- 1921: Fahrendes Volk
- 1921: Teufel und Circe
- 1921: Der weiße Tod
- 1925: Die Zirkusprinzessin